# Paulina de Württemberg (reina de Württemberg)
Paulina de Württemberg, reina de Württemberg (Riga 1800 - Stuttgart 1873). Nascuda duquessa de Württemberg amb el tractament d'altesa reial contragué matrimoni en el si de la casa reial württemburguesa.
Nascuda a la ciutat de Riga el dia 4 de setembre de 1800 era filla del príncep Lluís de Württemberg i de la princesa Enriqueta de Nassau-Weilburg. Endemés, Paulina era neta per via paterna del duc Frederic II Eugeni de Württemberg i de la marcgravina Frederica de Brandenburg-Schwedt; per via materna ho era del príncep Carles Cristià de Nassau-Weilburg i de la princesa Carolina d'Orange-Nassau.
El dia 15 d'abril de 1820 contragué matrimoni a Stuttgart amb el rei Guillem I de Württemberg, fill del rei Frederic I de Württemberg i de la duquessa Augusta de Brunsvic-Wolfenbüttel. Guillem havia estat casat amb anterioritat amb la princesa Carolina de Baviera de qui s'havia divorciat l'any 1814, i de la gran duquessa Caterina de Rússia que havia mort el 1819.
La parella, que es portava dinou anys, tingué tres fills:
- SAR la princesa Caterina de Württemberg, nada a Stuttgart el 1821 i morta a Stuttgart el 1898. Es casà el 1845 amb el príncep Frederic de Württemberg a Stuttgart.
- SM el rei Carles I de Württemberg, nat a Stuttgart el 1823 i mort el 1891 a Stuttgart. Es casà a Sant Petersburg el 1846 amb la gran duquessa Olga de Rússia.
- SAR la princesa Augusta de Württemberg, nada a Stuttgart el 1826 i morta a Stuttgart el 1898. Es casà a Friederichshafen el 1851 amb el príncep Germà de Saxònia-Weimar.

Paulina morí a Stuttgart el dia 10 de març de 1873 a l'edat de 72 anys. El seu marit havia mort nou anys abans.